# Melanagromyza azawii
Melanagromyza azawii este o specie de muște din genul Melanagromyza, familia Agromyzidae, descrisă de Spencer în anul 1973.
Este endemică în Iraq. Conform Catalogue of Life specia Melanagromyza azawii nu are subspecii cunoscute.